# Antônio Xerxenesky
Antônio Xerxenesky (Porto Alegre, 1984) é um escritor, tradutor e editor brasileiro  radicado em São Paulo. É doutor em Teoria literária pela Universidade de São Paulo e mestre em Literatura comparada pela Universidade Federal do Rio Grande do Sul.  Foi selecionado em 2012 como um dos 20 melhores jovens escritores brasileiros pela revista britânica Granta. 

## Carreira literária
Abandonou o curso de Física para se formar em Letras na UFRGS, iniciando em seguida o mestrado em Literatura comparada na mesma universidade, defendendo dissertação sobre a obra de Roberto Bolaño e Enrique Vila-Matas em 2012. Foi um dos fundadores da Não Editora, dedicada a jovens autores gaúchos e responsável pela revista eletrônica de crítica literária Cadernos de Não-Ficção.
Seu primeiro livro, a coletânea de contos Entre, foi publicada em 2006, com apoio do Fundo Municipal de Apoio à Produção Artística e Cultural de Porto Alegre (Fumproarte). 
A partir de 2007, começou a participar das coletâneas Ficção de Polpa, focadas em narrativas curtas de gêneros como terror e ficção-científica. O desvio, que integra a primeira destas antologias, foi adaptada para a TV, sendo apresentada no programa Histórias curtas da RBS, em 2007.
Areia nos dentes, seu primeiro romance, misturou temas como western e zumbis. O livro, lançado originalmente em 2008 pela Não Editora, foi reeditado pela Editora Rocco em 2010, após esgotar a tiragem inicial. A editora francesa Asphalte comprou os direitos da obra e publicou o romance na França em 2014 com o título Avaler du Sable. A editora espanhola Continta Me Tienes também adquiriu os direitos para publicação do livro.
Em 2011, lançou o volume de contos A página assombrada por fantasmas, que traz como tema principal a própria literatura e a relação entre leitores e livros. Seis anos depois, o livro foi traduzido e publicado em italiano pela editora Wordbridge.
Foi selecionado em 2012 como um dos 20 melhores jovens escritores da revista britânica Granta, "que indica os nomes que irão construir o mapa da literatura brasileira". No Brasil, a revista é publicada pelo selo Alfaguara, que pertence à editora Objetiva.
No dia 30 de Janeiro de 2013, Antônio teve seu artigo de opinião (Op-Ed, em Inglês), de título "When the Music Stopped", publicado no jornal americano The New York Times, relatando sua opinião sobre a reação brasileira à Tragédia de Santa Maria, Rio Grande do Sul, no dia 27 de Janeiro do mesmo ano.
Foi selecionado pela brasilianista Marlen Eckl para integrar, em 2013, a coletânea de nova ficção brasileira intitulada Wir Sind Bereit, lançada na Alemanha pela editora Lettrétage durante a Feira do Livro de Frankfurt daquele ano, que tinha o Brasil como país homenageado.
Em 2014 publicou F, seu segundo romance, seis anos após o primeiro (Areia nos dentes). O primeiro capítulo do livro já havia sido publicado em uma versão bastante diferente na revista Granta. Os direitos para o cinema foram adquiridos pela RT Features em 2014. A editora Asphalte publicou, em 2016, a tradução francesa do romance. O livro foi finalista do Prêmio São Paulo de Literatura  e um dos 11 indicados ao Prix Médicis de melhor livro estrangeiro publicado na França em 2016.
Em 2017, publicou o romance As perguntas, considerado uma obra de pós-terror. O livro foi escrito sob encomenda para a RT Features durante a residência literária International Writing Program, em Iowa City, nos Estados Unidos. O livro foi traduzido para o francês (pela editora Asphalte) com o título de Malgré Tout La Nuit Tombe [lit: Apesar de tudo, cai a noite], e para o árabe (pela editora Al Arabi) com o título de Pesadelo em São Paulo.  
Uma tristeza infinita, ganhador do Prêmio São Paulo de Literatura de 2022, descrito como um romance de ideias inspirado por Robert Musil que trata do surgimento das primeiras drogas psiquiátricas, foi lançado em 2021 pela Companhia das Letras. O livro foi parcialmente escrito na residência artística da Fondation Jan Michalski, em Montricher, na Suíça. Os direitos de publicação na França foram adquiridos pela Asphalte, e o livro foi lançado em 2023 no país. A editora inglesa Charco também adquiriu os direitos para publicação e o livro foi traduzido por Daniel Hahn, com lançamento previsto para 2024. 
Ainda em 2021, o romance F (2014) foi reeditado pela Companhia das Letras com correções factuais e um projeto gráfico novo, além de um breve comentário de Enrique Vila-Matas sobre a obra.

## Obras publicadas

### Romances
- Areia nos dentes (Não Editora, 2008; Rocco, 2010)
- F  (Rocco, 2014; Companhia das Letras, 2021)
- As perguntas (Companhia das Letras, 2017)
- Uma tristeza infinita (Companhia das Letras, 2021)

### Contos
- Entre (Fumproarte/SMC e Ed. Movimento 2006)
- A página assombrada por fantasmas (Rocco, 2011)
- A noite descosturada (Mojo Books, 2013)

### Obras publicadas fora do Brasil
- Avaler du Sable (Asphalte, França, 2014)
- Arena en los Dientes (Continta me Tienes, Espanha, 2016)
- F (Asphalte, França, 2016)
- La Pagina Infestata Dai Fantasmi (Wordbridge, Itália, 2018)
- Malgré Tout La Nuit Tombe (Asphalte, França, 2019)
- Une tristesse infinie (Asphalte, França, 2023)